# Maksterm
Zasugerowano, aby zintegrować ten artykuł z artykułem minterm. Nie opisano powodu propozycji integracji.
Maksterm (maxterm) – term składający się z literałów połączonych logicznym symbolem alternatywy, który dla dokładnie jednej kombinacji wejść danej funkcji przyjmuje wartość 0. Maksterm zawiera wszystkie literały danej funkcji.

## Możliwe makstermy
Do każdej funkcji boolowskiej {\displaystyle f(x_{1},x_{2},\dots ,x_{n})} z {\displaystyle n} literałami (zmiennymi boolowskimi) istnieje maksymalnie {\displaystyle 2^{n}} makstermów.
W przypadku trzech zmiennych makstermy brzmią następująco, przy czym {\displaystyle {\bar {x}}_{i}} to literał zanegowany:
| Indeks | x3x2x1 | Maksterm                                                             |
| ------ | ------ | -------------------------------------------------------------------- |
| 0      | 0 0 0  | {\displaystyle x_{3}\vee x_{2}\vee x_{1}}                            |
| 1      | 0 0 1  | {\displaystyle x_{3}\vee x_{2}\vee {\bar {x}}_{1}}                   |
| 2      | 0 1 0  | {\displaystyle x_{3}\vee {\bar {x}}_{2}\vee x_{1}}                   |
| 3      | 0 1 1  | {\displaystyle x_{3}\vee {\bar {x}}_{2}\vee {\bar {x}}_{1}}          |
| 4      | 1 0 0  | {\displaystyle {\bar {x}}_{3}\vee x_{2}\vee x_{1}}                   |
| 5      | 1 0 1  | {\displaystyle {\bar {x}}_{3}\vee x_{2}\vee {\bar {x}}_{1}}          |
| 6      | 1 1 0  | {\displaystyle {\bar {x}}_{3}\vee {\bar {x}}_{2}\vee x_{1}}          |
| 7      | 1 1 1  | {\displaystyle {\bar {x}}_{3}\vee {\bar {x}}_{2}\vee {\bar {x}}_{1}} |

## Mintermy vs. makstermy
Każdą funkcję logiczną {\displaystyle f} można zapisać jako sumę mintermów. Mintermy są wtedy ujęte jako człony dysjunkcyjnej postaci normalnej. W poniższym przypadku postać ta przyjmuje formę:
{\displaystyle \operatorname {DPN} =f(x_{3},x_{2},x_{1})} {\displaystyle =({\bar {x}}_{3}\wedge {\bar {x}}_{2}\wedge {\bar {x}}_{1})\vee ({\bar {x}}_{3}\wedge x_{2}\wedge x_{1})\vee (x_{3}\wedge {\bar {x}}_{2}\wedge {\bar {x}}_{1})\vee (x_{3}\wedge {\bar {x}}_{2}\wedge x_{1})\vee (x_{3}\wedge x_{2}\wedge x_{1}).}
Odpowiednio funkcja może też zostać przedstawiona jako iloczyn makstermów, gdzie makstermy są ujęte jako człony koniunkcyjnej postaci normalnej. W poniższym przypadku postać ta przyjmuje formę:
{\displaystyle \operatorname {KPN} =f(x_{3},x_{2},x_{1})} {\displaystyle =(x_{3}\vee x_{2}\vee {\bar {x}}_{1})\wedge (x_{3}\vee {\bar {x}}_{2}\vee x_{1})\wedge ({\bar {x}}_{3}\vee {\bar {x}}_{2}\vee x_{1}).}
| Indeks | x3x2x1 | Wartość funkcji | Minterm                                                                  | Maksterm                                                    |
| ------ | ------ | --------------- | ------------------------------------------------------------------------ | ----------------------------------------------------------- |
| 0      | 0 0 0  | 1               | {\displaystyle {\bar {x}}_{3}\wedge {\bar {x}}_{2}\wedge {\bar {x}}_{1}} |                                                             |
| 1      | 0 0 1  | 0               |                                                                          | {\displaystyle x_{3}\vee x_{2}\vee {\bar {x}}_{1}}          |
| 2      | 0 1 0  | 0               |                                                                          | {\displaystyle x_{3}\vee {\bar {x}}_{2}\vee x_{1}}          |
| 3      | 0 1 1  | 1               | {\displaystyle {\bar {x}}_{3}\wedge x_{2}\wedge x_{1}}                   |                                                             |
| 4      | 1 0 0  | 1               | {\displaystyle x_{3}\wedge {\bar {x}}_{2}\wedge {\bar {x}}_{1}}          |                                                             |
| 5      | 1 0 1  | 1               | {\displaystyle x_{3}\wedge {\bar {x}}_{2}\wedge x_{1}}                   |                                                             |
| 6      | 1 1 0  | 0               |                                                                          | {\displaystyle {\bar {x}}_{3}\vee {\bar {x}}_{2}\vee x_{1}} |
| 7      | 1 1 1  | 1               | {\displaystyle x_{3}\wedge x_{2}\wedge x_{1}}                            |                                                             |

## Notacja
Oprócz powyżej przedstawionej koniunkcyjnej postaci normalnej makstermy można zanotować również jako listę indeksów konkretnej funkcji, dla których przyjmuje ona wartość 0:
{\displaystyle f=\operatorname {MAXt} (1,2,6).}